# 明尼亞波利斯訓練館
明尼亞波利斯訓練館（Minneapolis Armory）是美國明尼蘇達州明尼阿波利斯體育館。明尼亞波利斯訓練館是明尼阿波利斯湖人隊從1947年直到1960年搬遷至洛杉磯使用的場館之一。
明尼亞波利斯訓練館於1985年被列入國家史蹟名錄。